# TV 오이타
TV 오이타는 1970년 4월 1일 오이타현의 2번째 민영방송국으로 개국했다.
약칭은 TOS, 콜사인은 JOOI-DTV이다.

## 개요
- FNN과 NNN 크로스 네트워크 방송이다.
- 오이타 아사히 방송개국 전에는 ANN에도 가맹하고 있어서, 니혼TV계→TV 아사히계→후지TV계 순으로 방송비율이 나뉘어 있었으며 1980년대 초에는 2,3위 순위변동이 있기도 했었다.
- 도쿄 방송 계열국인 오이타 방송(OBS)에서도 일부 니혼TV,후지TV 프로그램이 방송되고 있었지만 2000년 4월부터 OBS에서 TOS로 이행되기 시작하면서 후지쪽의 압박이 강해지고 있었지만 여전히 니혼TV쪽의 힘이 압도적이었다.
- 방송사업자 등록 당시에 사용한 회사명칭은 히가시규슈 방송 주식회사였다.
- 디지털 텔레비전 방송 가상 채널번호로 니혼 TV 계열국이 많이 쓰는 "4"번을 사용하고 있는데[1], 이는 오이타 지역 텔레비전 방송국끼리 시청자들이 가상 채널번호를 쉽게 누르게 하기 위해 정한 것이라고 한다.[2]
- 큐슈의 후지TV 계열국 중 유일하게 로고를 개국부터 쭉 사용하고 있다.

## 연혁
- 1968년 11월 1일 - 히가시 규슈 방송 주식회사라는 이름으로 텔레비전 예비 면허 교부
- 1969년 2월 21일 - 주식회사 TV 오이타 창립
- 1969년 12월 1일 - 시험 전파 발사
- 1969년 12월 24일 - 서비스 방송 개시
- 1970년 4월 1일 - 개국과 동시에 컬러 텔레비전 방송 실시
- 1993년 10월 1일 - TV 아사히 계열국인 오이타 아사히 방송 개국에 따라 니혼TV·후지 TV 크로스 네트워크 방송국이 되었다.
- 2006년 7월 3일 - 지상 디지털 텔레비전 방송 시험 전파 송신 개시
- 2006년 11월 1일 - 지상 디지털 텔레비전 방송 동시 방송 개시
- 2006년 12월 1일 - 지상 디지털 텔레비전 방송 본방송 개시
- 2007년 10월 1일 - 하이비전 대응 뉴스 시스템 운용 개시
- 2011년 7월 25일 - 자정을 기해 아날로그 텔레비전 방송 완전 종료

## 네트워크의 변천
- 1970년 4월 1일 - 니혼TV·후지 TV·NET-TV 트리플 크로스 네트워크 방송국으로서 개국했으며 프로그램은 오이타 방송에서 이행된 것도 있었지만 웬만한 프로그램은 두 방송사가 공유하며 방송했다.
  - 이와 동시에 뉴스 네트워크인 NNN·FNN·ANN, 프로그램 공급 네트워크 FNS에 가맹.
- 1972년 - 이 해 발족한 NNS에 가맹.
- 1975년 - 준 중심방송국 네트워크 교체에 따라 간사이 지역 소재 네트워크 준 중심방송국이 요미우리 TV 방송·간사이 TV 방송·마이니치 방송에서 요미우리 TV·간사이 TV·아사히 방송으로 변경되었다.
- 1993년 10월 1일 - 오이타 아사히 방송개국에 따라 TV 아사히 계열 프로그램이 중단되는 동시에 ANN을 탈퇴하면서 니혼TV·후지 TV 크로스 네트워크 방송국으로 전환했지만 편성에서 제외된 두 네트워크의 프로그램은 오이타 방송에서 방송되고 있었다.

## 오이타현에 있는 다른 텔레비전·라디오 방송국
- NHK 오이타 방송국
- 오이타 방송(OBS)(TV는 도쿄 방송 계열, 라디오는 JRN&NRN 계열)
- 오이타 아사히 방송(OAB)(TV 아사히 계열)
- FM오이타(JFN 계열)